# لاو (نهر إيطالي)
لاو هو نهر في جنوب إيطاليا. يرتفع في أبينيني في بزلكاتة ويصب في بحر طرانة بالقرب من سكاليا في قلورية.

## تاريخ
يصف كل من بلينيوس الأكبر وبطليموس وسترابو النهر ولاحظوا أنه كان الحد الفاصل بين لكانية وقلورية في العصور الكلاسيكية القديمة. يقع الموقع الأثري للمستعمرة اليونانية القديمة لاوس بالقرب من مصب النهر في فراتسيوني مارسيلينا من كومونا سانتا ماريا ديل سيدرو.